# 마라티어
마라티어(मराठी, 영어: Marathi language) 또는 마라타어는 인도의 마하라슈트라주의 공용어이다. 인도유럽어족에 속하며 데바나가리 문자를 사용한다. 마라타인들이 주로 쓴다.

## 개요
인도이란어파 인도아리아어군의 남부 언어군에 속하며, 특히 콘칸어와 가까운 관계에 있다.

## 문자와 발음
고대에는 카담바(Kadamba)라는 유형의 문자를 사용하여 석판에 마라티어를 기록하기도 하였으며, 이후 중세부터 1950년대까지는 모디(Modi)라는 아부기다 문자 체계가 사용되기도 하였다. 현대에는 데바나가리 문자를 조금 수정한 발보드(Balbodh)라는 체계를 사용하여 주로 표기한다.

## 음운

### 자음
|                |            | 순음 | 치음 | 치경음 | 권설음 | 치경구개음 | 구개음 | 성문음 |
| -------------- | ---------- | ---- | ---- | ------ | ------ | ---------- | ------ | ------ |
| 비음           | 무기음     | m    |      | n      | ɳ      |            |        |        |
| 비음           | 유기음     | mʱ   |      | nʱ     | ɳʱ     |            |        |        |
| 파열음/ 파찰음 | 무성무기음 | p    | t̪    |        | ʈ      | t͡ɕ~t͡ʃ      | k      |        |
| 파열음/ 파찰음 | 무성유기음 | pʰ   | t̪ʰ   |        | ʈʰ     | t͡ɕʰ~t͡ʃʰ    | kʰ     |        |
| 파열음/ 파찰음 | 유성무기음 | b    | d̪    |        | ɖ      | d͡ʑ~d͡ʒ      | ɡ      |        |
| 파열음/ 파찰음 | 유성유기음 | bʱ   | d̪ʱ   |        | ɖʱ     | d͡ʑʱ~d͡ʒʱ    | ɡʱ     |        |
| 마찰음         | 마찰음     |      |      | s      | ʂ      | ɕ~ʃ        |        | h~ɦ    |
| 접근음         | 무기음     | ʋ    |      | l      | ɭ      |            | j      |        |
| 접근음         | 유기음     | ʋʱ   |      | lʱ     |        |            |        |        |
| 탄음/전동음    | 무기음     |      |      | ɾ~r    |        |            |        |        |
| 탄음/전동음    | 유기음     |      |      | ɾʱ~rʱ  |        |            |        |        |

### 모음
|        | 전설 모음 | 중설 모음 | 후설 모음 |
| ------ | --------- | --------- | --------- |
| 고모음 | i         |           | u         |
| 중모음 | e         | ə         | o         |
| 저모음 |           | a         |           |

## 같이 보기
- 콘칸어